# Landaulet (Fuhrwerk)

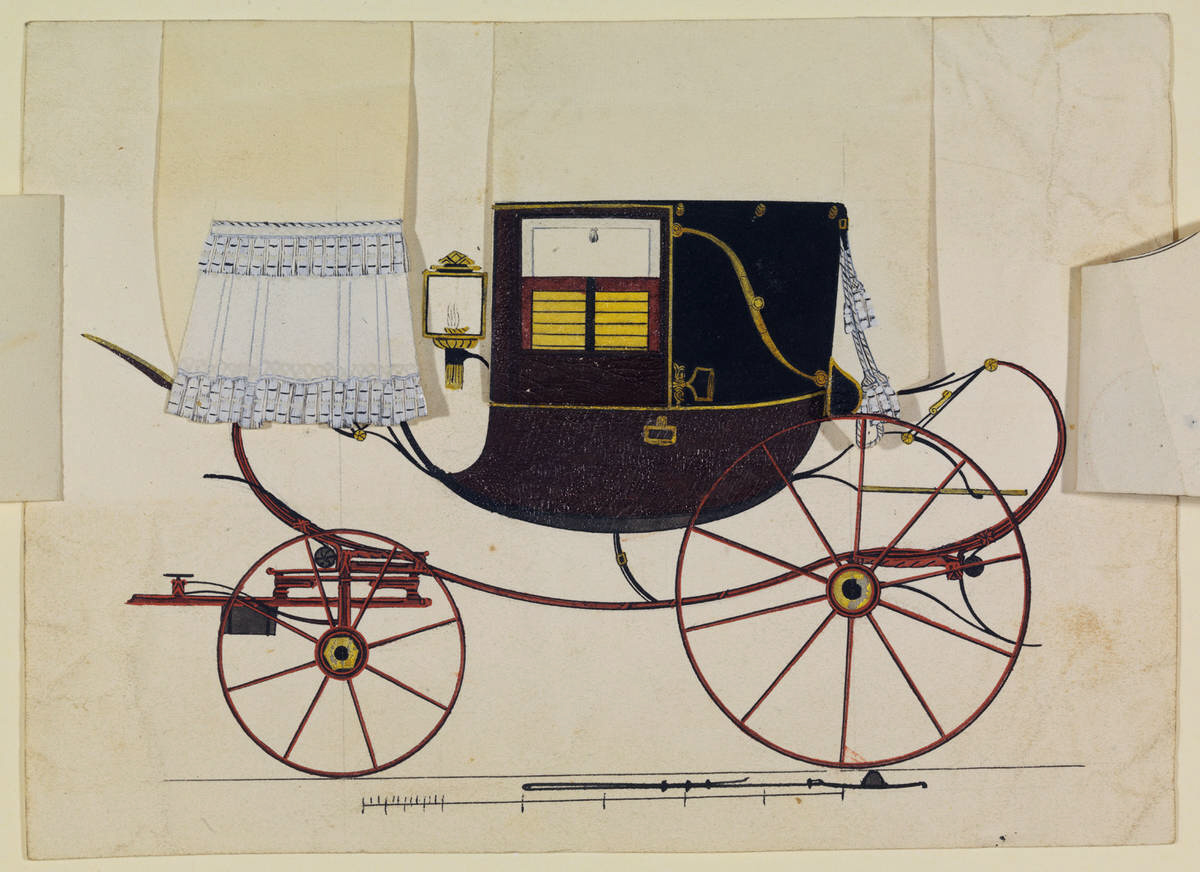
Entwurf einer Landaulette (Bamberg, 1822)

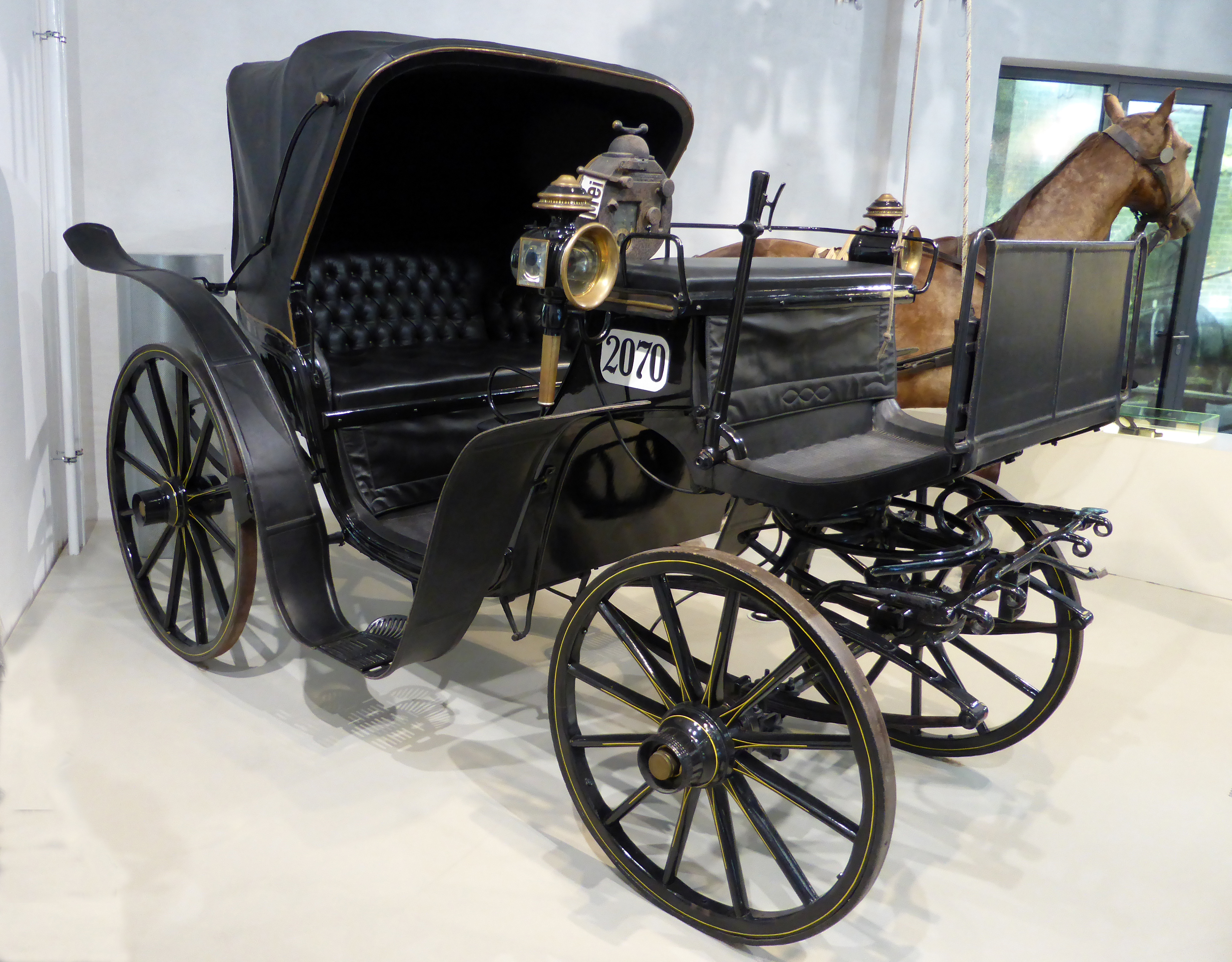
Landaulet-Kutsche (Pferdedroschke), Baujahr 1898

Das Landaulet oder Landaulette ist eine zweispännige, vierrädrige Reisekutsche für zwei Personen, mit erhöhtem Kutschbock und Faltverdeck im hinteren Teil des Aufbaus. Das Wort Landaulet leitet sich ab von Landauer, einer Kutsche, die sich geschlossen und offen fahren lässt.

## Etymologie
Das Wort Landaulet ist eine Verkleinerungsform des älteren Landauer. Dessen Namensherkunft ist wiederum nicht exakt geklärt, möglicherweise handelt es sich um die Übertragung eines Ortsnamens (Landau in der Pfalz) auf dort zuerst oder besonders hochwertig gefertigte Produkte. Der Name Landauer ist seit dem 18. Jahrhundert in Europa bekannt; Landaulet ist etwas jünger und hat sich ebenfalls international durchgesetzt.

## Herkunft und Entwicklung
Wie der Begriff nahelegt, wurde Landaulet von Landauer abgeleitet. Dieser ist typischerweise ein bis sechsspänniger, vierrädriger, offener Reise- und Repräsentationswagen für vier Passagiere (plus einem fünften auf dem Kutschbock). Das Fahrgastabteil hat ein symmetrisches Profil, die Passagiere sitzen sich gegenüber. Das Verdeck ist zweiteilig; je eine Hälfte wird nach vorn respektive hinten geklappt. Manche Landauer haben in der Mitte des Aufbaus, also über den Türen, ein festes Dachteil. Für Lohnkutschen wie den zweispännigen Wiener Fiaker gab es leichtere Ausführungen.

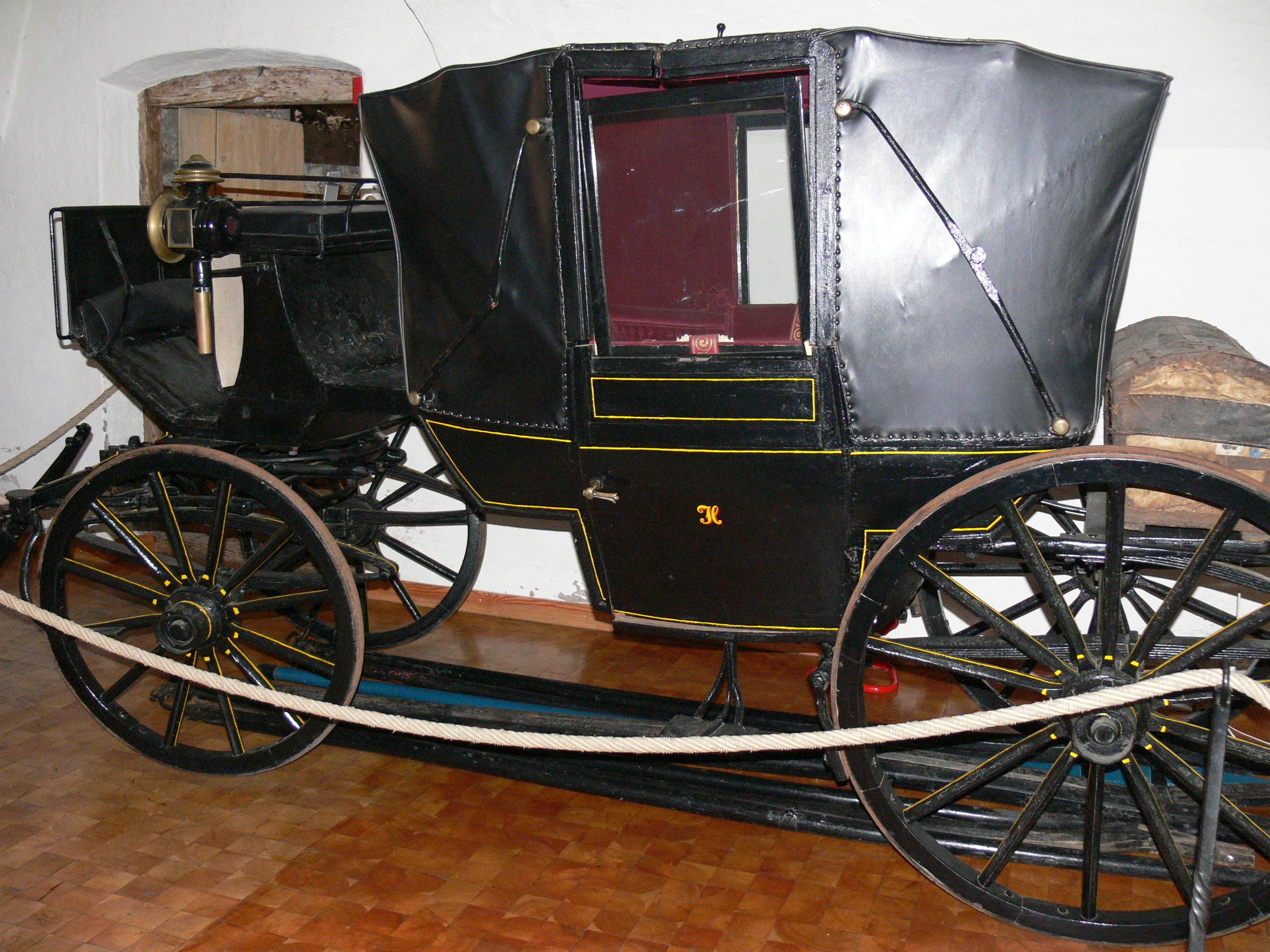
Aus Landauern wie dieser deutschen Postkutsche mit zwei gegenüberliegenden Sitzbänken ("vis-à-vis") wurde das Landaulet mit einer Sitzbank entwickelt.
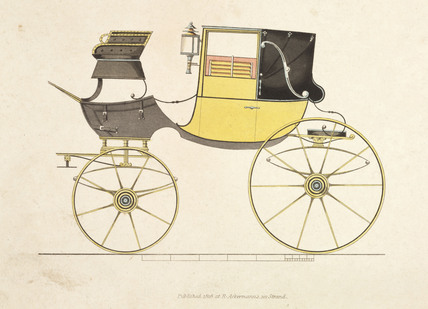
Frühe Landaulette (1816). Die kurze Bauform mit asymmetrischem Profil ist gut sichtbar.
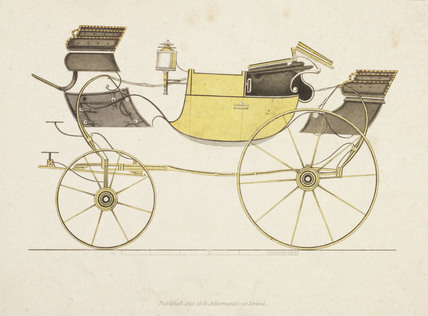
Frühe Landaulette (1816). Auch „feste“ Dachelemente wie Träger lassen sich wegklappen, sodass ein ganz offenes Abteil entsteht. Diese Ausführung hat im Heck einen zusätzlichen Sitz für Bedienstete.
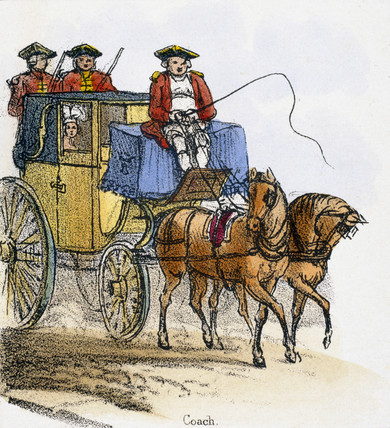
Die Landaulet-Kutsche eines britischen Staatsmanns, ca. 1845. Diese Kutschen wurden meist zweispännig gefahren.

Das Landaulet ist kürzer und leichter, das Passagierabteil ist für zwei statt vier Personen eingerichtet. Es wird zweispännig gefahren; der Kutschbock ist höher als beim Landauer angebracht. Ursprünglich vollständig zu öffnen, setzte sich schließlich eine Form durch bei welcher der vordere Teil des Daches fest montiert ist und der hintere sich mit Faltverdeck öffnen lässt. Dieser Aspekt wird auch als typisch für die abgeleitete Automobilkarosserie gesehen.

## Das moderne Landaulet

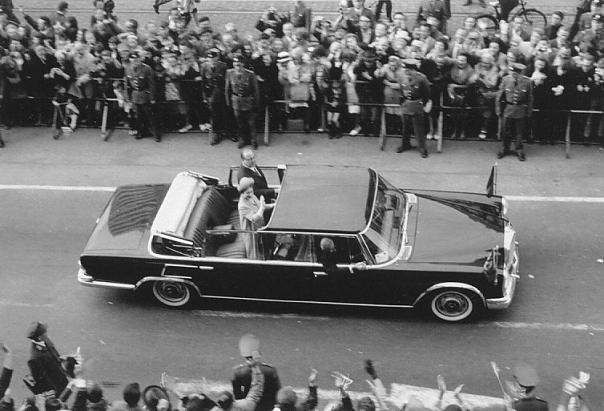
Queen Elisabeth II im Mercedes-Benz 600 Landaulet (1965)

Anders als der Landauer konnte sich das Landaulet lange Zeit auch im Automobilbau als Karosseriebauform halten. Zu Beginn in zahlreichen Varianten angeboten, hat es heute eine Nischenrolle als Repräsentations- und Staatskarossen inne. 
Landaulets kamen früher häufig als Staatskarossen zum Einsatz, aus denen der Staatsmann sich dem Volk stehend zeigen konnte. Weil sie in einem Landaulet ein leichtes Ziel für Unmutsbekundungen oder Attentate sind, geben Staatsmänner heute üblicherweise geschlossenen Sonderschutzfahrzeugen den Vorzug.